# جاك باتلر
جاك باتلر (بالإنجليزية: Jack Butler)‏ (مواليد 14 أغسطس 1894) هو لاعب كرة قدم. يلعب مع منتخب إنجلترا لكرة القدم.

## روابط خارجية
- جاك باتلر على موقع ناشيونال فوتبول تيمز (الإنجليزية)
- جاك باتلر على موقع Soccerway.com (الإنجليزية)
- جاك باتلر على موقع عالم كرة القدم.نت (الإنجليزية)